# Vulkanmuseum Daun
Das Vulkanmuseum im alten Dauner Landratsamt ist als Ergänzung zu den bestehenden Geopfaden Hillesheim, Manderscheid und Gerolstein entstanden und Teil des Natur- und Geoparks Vulkaneifel.
Neben vielen Informationstafeln vermitteln Fotos und Exponate aus der Vulkaneifel, aber auch von zurzeit noch aktiven Vulkanen aus Europa und Asien Einblicke in die erdgeschichtliche Entwicklung der Vulkaneifel.
Mittlerweile gibt es mehrere Vulkanmuseen, die sich über die Eifel verteilen. Ein weiteres ist beispielsweise das Maarmuseum in Manderscheid und das Vulkanhaus Strohn.

## Exponate
In den Ausstellungsräumen sind interaktive Computermodelle über die geologische und vulkanische Eifel zu finden. Auf einer großen Übersichtskarte im Eingangsbereich werden die Phänomene der Kontinentalbewegung (Plattentektonik) deutlich gemacht, und die zurzeit noch aktiven Vulkane können durch Leuchtsignale sichtbar gemacht werden. Eine Computersimulation zeigt die Verteilung der Kontinente in vergangenen Erdzeitaltern und in der Zukunft. An Beispielexponaten werden die Entstehung, sowie der Kreislauf der Gesteine erläutert. Im Ausstellungsraum „Eifel-Vulkanismus“ kann der Besucher anhand eines Modells eines Schlackenkegels selbst einen Vulkanausbruch herbeiführen.
Weitere Modelle zeigen den gesamten Raum der vulkanisch geprägten Westeifel, sowie die Entstehung der Vulkantypen im Eifelgebiet. Ergänzt werden die Modelle wiederum durch zahlreiche Exponate aus der Vulkaneifel. Im Geozentrum Vulkaneifel sind auf einer Informationstafel alle geologischen Einrichtungen der Vulkaneifel zusammengefasst. Hierzu gehören die Devon Route, Buntsandsteinroute, Vulkanroute, Mineralquellenroute sowie Bergbau und weitere museale Einrichtungen. Wiederum kann der Besucher geologisch interessante Örtlichkeiten per Knopfdruck auf einer übersichtlichen Wandkarte sichtbar machen. Im Untergeschoss des Museums liegt das Schulungszentrum des Geo-Zentrums mit einem großen Angebot an Medien und Exponaten zum Thema Geologie.